# Федосеев, Григорий Анисимович
Григо́рий Ани́симович Федосе́ев (1899—1968) — советский писатель, инженер-геодезист.

## Биография
Григорий Федосеев родился 7 (19) января 1899 года в станице Кардоникской (в настоящее время Зеленчукского района Карачаево-Черкесии). Мать — Анна Васильевна; отец — Анисим Федосеев, офицер 1-го Хопёрского казачьего полка, погиб в начале Первой мировой войны; старший брат — Пётр (погиб в июле 1920 года).
В 1926 году окончил Кубанский политехнический институт. В 1930-х годах переезжает в Новосибирск, где работает инженером, участвует в полевых геодезических работах в Забайкалье и Восточных Саянах.
В 1938 году он становится начальником отряда, а позднее — начальником экспедиции, руководит топографическими работами на реке Ангаре, на Средней и Нижней Тунгусках, исследует Яблоновый и Становой хребты, Охотское побережье, Джугджурский хребет. Кроме того, Федосеев принимал участие в создании карт районов Братской, Усть-Илимской, Богучанской и Зейской ГЭС, БАМа. В 1948 году окончил Новосибирский институт инженеров геодезии, аэрофотосъёмки и картографии.
Во время экспедиций Григорий Анисимович собрал и передал в дар Академии наук большую коллекцию растений, птиц, шкур и рогов представителей фауны Сибири и Дальнего Востока.
В 1940-е годы он начинает сотрудничать с журналом «Сибирские огни», в котором в 1949 году под рубрикой «Записки бывалых людей» были напечатаны записки «Мы идём по Восточному Саяну», вдохновившие писателя на целый ряд получивших всесоюзную известность произведений. Так, в 1955, 1959 и 1961 годах были опубликованы «В теснинах Джугдыра», «В тисках Джугдыра» и «Смерть меня подождёт».
Первый сборник рассказов Федосеева — «Таёжные встречи» — был опубликован в 1950 году.
В 1956 году Григорий Федосеев по состоянию здоровья переезжает в Краснодар, где пишет свои основные произведения.
В 1965 году Федосеев написал статью в защиту горной природы Саян, которая вышла в одном из июльских номеров газеты «Известия». В ней рассказывалось о браконьерском истреблении в Восточном Саяне многих видов животных и рыб ценных пород. Заместитель начальника Главного управления охотничьего хозяйства и заповедников при Совете Министров РСФСР в ответ признал факты незаконной охоты, ведущейся местными жителями, туристами и работниками геологических экспедиций. Был снят с работы директор Ирбейского коопзверпромхоза Красноярского края, а его заместителю объявлен строгий выговор. В итоге уже в том же году на территории бывшего Саянского заповедника был организован Тофаларский заказник местного значения, который в 1971 году получил статус республиканского.
Писатель скоропостижно скончался 29 июня 1968 года в Москве, не дожив полгода до 70-летия. По завещанию, одна из двух урн с его прахом была захоронена в Саянах, в отрогах высочайшего пика Восточного Саяна — Грандиозного, на перевале Идэн, получившем впоследствии имя Григория Федосеева; другая — в Краснодаре на Славянском кладбище. В Саянах друзьями и соратниками — Кириллом Лебедевым, Трофимом Пугачёвым и Михаилом Куцим — был поставлен обелиск из золотистого оксидированного металла, в восьмигранном основании которого была замурована одна из урн с прахом писателя. На одной из граней отлиты его слова:
…Карта… Как просто на неё смотреть и как не просто, порою мучительно трудно создавать её!
В честь писателя назван перевал высотой 2880 метров категории 1А, расположенный на южном склоне Абишир-Ахубы над долиной реки Архыз (республика Карачаево-Черкессия).
Кроме того, в честь писателя была названа вершина с координатами 55°36′09″ с. ш. 131°15′03″ в. д. и абсолютной высотой 2007 метров. Перевал с координатами 55°41′06″ с. ш. 131°13′07″ в. д. и абсолютной высотой 2010 метров носит имя одного из героев произведений Федосеева — Улукиткана. Эти географические отметки расположены в точке, где сходятся хребты Становой и Джугдыр. Рядом водораздел горных рек, впадающих в Лену и Уду.
В Краснодаре открыт музей всемирно известного писателя, одна из улиц краевого центра, перевалы в горах Западного Кавказа и Памира носят его имя, а могила, согласно постановлению Правительства Российской Федерации, нанесена на карту российских достопримечательностей.
Награждён двумя орденами Трудового Красного Знамени, медалями и правительственными грамотами.

## Литературная деятельность
Большинство произведений Федосеева напечатаны в 1952—1989 годах издательствами «Молодая гвардия», «Художественная литература», «Современник» и «Детская литература».
Издание повести «Меченый» было подготовлено Марком Либеровичем Гофманом, материалы к которому попали уже после смерти автора. «Местами приходилось писать самому вместо автора, — вспоминает Гофман, придерживаться его стиля. Рукопись состояла из разрозненных кусков. Автор не успел привести её в надлежащий вид».
Среди рассказов и повестей Федосеева — «Таёжные встречи», «Загадки леса», «В тисках Джугдыра», «Злой дух Ямбуя», «Последний костёр», «Меченый», «Мы идём по Восточному Саяну», «Пашка из Медвежьего лога», «Смерть меня подождёт», «Тропою испытаний», «Поиск».
Основные произведения писателя многократно выходили на болгарском, чешском, немецком, венгерском, словацком, польском, финском, иврите, английском, бенгальском, французском, голландском, шведском языках.

## Экранизации
- Злой дух Ямбуя — 1978 год, киностудия им. М. Горького, режиссёр — Борис Бунеев.

## Оценка творчества

Герой многих произведений писателя, Улукиткан, ведёт караван

Григорий Федосеев создал несколько книг о природе Севера и Дальнего Востока, описывая природу этих регионов земли, их флору и фауну, коренных жителей, а также трудности, с которыми сталкивались экспедиции на пути к цели.
Он описывал быт и традиции местного населения, походную жизнь, охоту на снежных баранов и опасности, с которыми сталкивался автор и его товарищи. Все рассказы написаны от первого лица, но таким образом, что почти нигде не встречается имя автора и он сам как действующее лицо остаётся на втором плане.
Книги «В тисках Джугдыра», «Тропою испытаний», «Смерть меня подождёт» характерны точностью изложения. В произведении «Злой дух Ямбуя» просматривается элемент детектива со стремительным развитием сюжета, мучительными попытками понять причины исчезновения людей и напряжённым финалом.
Благодаря Федосееву были признаны заслуги Улукиткана. Именно Улукиткан как проводник провёл множество экспедиционных отрядов по непроходимым маршрутам. Жизнь Улукиткана оборвалась во время пожара на одной из стоянок. Эти события подробно описаны в повести Федосеева «Последний костёр».
Книги «Тропою испытаний», «Смерть меня подождёт», «Злой дух Ямбуя» и «Последний костёр» представляют собой тетралогию. В этот цикл вошли ранее издававшиеся повести «В тисках Джугдыра» и «Пашка из Медвежьего лога».
Все произведения основаны на дневниках первопроходца, которые Федосеев составлял во время стоянок у костра. В них практически нет вымышленных имён: личности Улукиткана и других геодезистов-разведчиков воспроизведены с биографической точностью.

## Память

Мемориальная доска Федосееву

- В Новосибирске на здании НИИ геологии, геофизики и минерального сырья по адресу Красный проспект, дом 35, где с 1937 по 1956 год работал писатель, установлена мемориальная доска[15].
- В честь изыскателей трассы БАМ Григория Федосеева и Александра Побожия названы одноимённые разъезды на магистрали[16].

## Комментарии
1. ↑  По другим источникам — Клавдия Васильевна[2].
2. ↑  Начало в № 2. Продолжение в № 3, № 5 (1949)[5]; № 1—3 (1950)[6]. Окончание в № 6 (1950)[6].